# Paycheck
Paycheck (conocida como El pago en Hispanoamérica) es una película estadounidense de acción y ciencia ficción de 2003 dirigida por John Woo y protagonizada por Ben Affleck, Aaron Eckhart y Uma Thurman, basada en la relato corto de ciencia ficción La paga, escrito por Philip K. Dick.
La película se estrenó el 25 de diciembre de 2003 por Paramount Pictures en los Estados Unidos y en el resto del mundo por DreamWorks Pictures, aunque recibió críticas negativas, fue un éxito comercial tras recaudar $117,2 millones de dólares en taquilla y $96 millones en Estados Unidos y Canadá.

## Argumento
En un futuro próximo, Michael Jennings (Ben Affleck) es un ingeniero inverso; analiza la tecnología de la competencia de sus clientes y la recrea con mejoras. Para proteger la propiedad intelectual de sus clientes y él mismo, Jennings se somete a un borrado de memoria para eliminar el conocimiento de su ingeniería con la ayuda de su amigo Shorty (Paul Giamatti).
Jennings es contactado por su compañero de cuarto de la universidad James Rethrick (Aaron Eckhart), el director ejecutivo de la empresa de tecnología Allcom. Rethrick le ofrece a Jennings un largo trabajo de tres años, durante el cual se le pedirá que permanezca en el campus de Allcom, a cambio de acciones de la compañía. Jennings duda al principio, pero está de acuerdo. Después de ser inyectado con el marcador de memoria, Jennings realiza un recorrido por el campus, donde se encuentra y coquetea con la bióloga Dra. Rachel Porter (Uma Thurman). Rethrick luego le presenta a Jennings a su compañero de trabajo, el físico William Dekker (Serge Houde).
Tres años después, Jennings se despierta del borrado de la memoria y Rethrick lo felicita. Jennings descubre que las acciones de Allcom que ganó están valoradas en más de $92.000.000, pero cuando va a ver a su abogado para conseguir los fondos, descubre que había regalado todas las acciones hace apenas unas semanas. Además, se le entrega un sobre que dice ser sus posesiones al ingresar a Allcom, pero contiene una variedad aleatoria de artículos. Confundido, Jennings pronto se encuentra detenido por el FBI. El agente Dodge (Joe Morton) acusa a Jennings de tener acceso a diseños gubernamentales clasificados que habían sido tomados por Dekker, quien ahora está muerto. Jennings no puede responder debido al borrado de la memoria, pero encuentra un medio para escapar usando los elementos del sobre (siendo una caja de cigarrillos que el agente Dodge usó para poder fumar). Mientras evade al FBI, la mano derecha de Rethrick, John Wolfe (Colm Feore), ve a Jennings alejarse y le advierte a Rethrick que tienen un problema.
Jennings se reúne con Shorty para tratar de averiguar qué sucedió, pero luego ve el resultado de un número de lotería en un televisor, los números coinciden con los de un mensaje de galleta de la fortuna en el sobre. Se da cuenta de que debe haber construido una máquina en Allcom para ver el futuro, colocando elementos en ese sobre para ayudar a arreglar las cosas. En Allcom, Rethrick intenta usar la máquina de Jennings, pero en cambio, descubre que fue manipulada por el jurado para desconectarse después de que Jennings se retirara. Rethrick estudia los hábitos de Jennings mientras estaba en Allcom y descubre que se involucró románticamente con Rachel y dejó un mensaje secreto para encontrarse con ella en un café más tarde ese día. Rethrick envía un cuerpo doble de Rachel (Ivana Miličević) para tratar de obligar a Jennings a que entregue el sobre, pero la verdadera Rachel aparece en el lugar y rescata a Jennings. Después de una larga persecución, los dos eluden al FBI y a los hombres de Rethrick. Mientras se esconden, descubren que los sellos en los sobres contienen imágenes de micropuntos tomadas del dispositivo, que muestran titulares de periódicos del futuro que, si bien Allcom tuvo un éxito increíble con el dispositivo, provocó conflictos políticos internacionales y Estados Unidos lanzó una iniciativa preventiva de huelga nuclear. Al enterarse de esto, ambos están de acuerdo en que la máquina debe ser destruida.
Utilizando los últimos elementos del sobre, Jennings y Rachel obtienen acceso a Allcom y la máquina, mientras que por separado el FBI ha comenzado a investigar a Allcom. Jennings descubre el circuito que manipuló y lo arregla, mientras coloca una trampa explosiva en los tanques de hidrógeno de la máquina para ser destruida en unos minutos. Utiliza la máquina una última vez para verse a sí mismo siendo disparado por un agente del FBI en las pasarelas sobre la máquina. Llegan Rethrick, Wolfe y otros hombres, y Jennings y Rachel escapan a las pasarelas. Wolfe intenta usar la máquina para ayudar a rastrear a Jennings, mientras que Rethrick acorrala a la pareja en la pasarela. Los agentes del FBI asaltan el laboratorio, y uno aparece en la pasarela, la misma visión que Jennings había visto. Cuando el agente del FBI dispara, suena un reloj del sobre y Jennings lo esquiva a tiempo para que la bala golpee fatalmente a Rethrick, dejándolo malherido de muerte; mientras que Wolfe muere cuando la trampa explosiva de Jennings se dispara hacia los tanques de hidrógeno, causando que los tanques exploten y logren destruir la máquina. Después de que el caos se apaga y el FBI comienza una investigación completa, el agente Dodge encuentra el reloj que Jennings había usado.
En otro lugar, Jennings, Rachel y Shorty se habían mudado al campo. Shorty pudo usar su influencia para rescatar la jaula de un par de tortolitos que Rachel había estado criando en Allcom. Recordando el mensaje de la galleta de la fortuna del sobre, Jennings busca en la jaula y encuentra un billete de lotería para el ganador del premio mayor de $90.000.000.

## Reparto
- Ben Affleck - Michael Jennings
- Aaron Eckhart - James Rethrick
- Uma Thurman - Rachel Porter
- Paul Giamatti - Shorty
- Colm Feore - Wolfe
- Joe Morton - Agente Dodge
- Michael C. Hall - Agente Klein
- Peter Friedman - Fiscal general Brown
- Kathryn Morris - Rita Dunne
- Ivana Miličević - Maya / Cuerpo doble de Rachel
- Christopher Kennedy - Stevens
- Fulvio Cecere - Agente Fuman
- John Cassini - Agente Mitchell

## Producción

### Preparación del rodaje
Paycheck está basada en un relato corto escrito por el escritor de ciencia ficción Philip K. Dick. Se trata de La paga. La historia cautivó al cineasta chino, el cual se manifestó como «un gran fan de Philip K. Dick; me gusta en especial el provocativo dilema moral que plantea en Paycheck. Sus héroes son muy humanos y están muy basados en la realidad, no son superhombres como ocurre en muchos relatos de ciencia ficción».
Por su parte, Ben Affleck no dudó en sumarse al proyecto, sobre todo atraído por la posibilidad de trabajar con John Woo, a quien admiraba, y por el excelente guion que tenían entre manos: «Era un guion extremadamente inteligente, interesantemente complicado y muy bien escrito. Si se combina la ciencia ficción conceptual que escribe Philip K. Dick, un escritor cuya obra se ha demostrado que funciona bien en pantalla, con la maestría visual de un director como John Woo, se tienen los elementos para lograr una obra extraordinaria».
Uma Thurman en seguida se embarcó en el proyecto al enterarse de que John Woo estaba interesado en su colaboración: «Me dijo que para él era la parte más importante, la idea de que el amor puede cambiar tu destino. Me encantó saber que un magnífico director de cine de acción como John estaba tan interesado en la hermosa historia de amor que contiene la película. John ha hecho que Paycheck sea un thriller de acción genuinamente romántico».

### Rodaje
El director John Woo y el productor Terence Chang convocaron a algunos de sus más preciados colaboradores para el rodaje de Paycheck: el director de fotografía Jeffrey L. Kimball, el coordinador de armas Rock Galotti y los hermanos especialistas Gregg y Brian Smrz. Pero fueron los productores John Davis y Michael Hackett los que contrataron al guionista Dean Georgaris para adaptar la intrincada historia de Philip K. Dick y al director John Woo para llevarla a la pantalla.
La película se rodó enteramente en la ciudad canadiense de Vancouver, que en la acción representa la ciudad de Seattle. El equipo de producción se instaló en los Vancouver Film Studios durante los cuatro meses que duró el rodaje. Woo había trabajado ya con Kimball, Galotti y los hermanos Smrz, pero era la primera vez que lo hacía con el director artístico William Sandell, veterano de rodajes como los de La tormenta perfecta y Master and commander: Al otro lado del mundo.

## Respuesta crítica
La crítica se mostró dividida respecto a la calidad del filme, si bien la tónica general es que la película, pese a contar con una idea inicial muy prometedora, no termina de explotarla al máximo y se desvía demasiado hacia los terrenos de la acción. Así es precisamente como lo vio Roger Ebert del Chicago Sun-Times: «Comienza con una idea interesante de Philip K. Dick, y el argumento explota su potencial en lo que a acción se refiere, pero realmente nunca llega a desarrollarla».
Para M. Torreiro, de El País, «hay que reconocerle la limpieza de su ejecución, un vehículo para pasar un buen rato con una acción sin pausas (...) Es directa como un puñetazo, elegante como todas las de Woo, y también, en ocasiones, un poco pasada de rosca. Es una recomendación segura para los amantes del cine de aventuras».
Manolo Marinero se mantiene en la misma línea: «El filme es de acción casi a secas y se le ha añadido un toque intelectual que puede despertar la admiración o hundir en el aburrimiento. En cierto sentido, Paycheck es una versión superficial y monótona de Con la muerte en los talones. El trabajo de John Woo es competente en sus límites».
Sin embargo, otros críticos se mostraron más duros respecto al resultado final de la película. Robert Koehler, de Variety, lo califica de «thriller rápidamente olvidable». Michael Wilmington, del Chicago Tribune, se muestra aún más explícito: «Desafortunadamente, después de ver Paycheck, a uno le gustaría tener el aparato de la película a su disposición, para poder borrarla de tu memoria».

## Recaudación
El filme costó 60 millones de dólares sin contar los gastos de promoción, con lo cual se trata de una producción de gran envergadura, sin llegar a la categoría de superproducción. Paycheck funcionó por debajo de lo esperado en las taquillas. Apenas logró recaudar 96 millones de dólares en todo el mundo, de los que 54 correspondieron a Estados Unidos y Canadá y lo demás (42 millones) al resto del mundo.
Los mercados internacionales donde mejor funcionó el filme fueron Japón (6,2 millones), Francia (5,1 millones), Reino Unido (4,5 millones), Alemania (3,4 millones) y España (2,6 millones).